# Governació d'Alacant
La Governació d'Alacant va ser un ens administratiu del País Valencià, durant el segle xviii i principis del xix. També va ser anomenat partit o corregiment d'Alacant.
Va ser una divisió administrativa creada pel regne borbònic després de 1707. Comprenia l'antic terme municipal de la ciutat d'Alacant: la comarca de l'Alacantí i el lloc de Montfort (Vinalopó Mitjà). Restaven fora Xixona i la Torre de les Maçanes. Des de 1722 es va preveure l'annexió de la Governació de Xixona, sense arribar a materialitzar-se.
La governació va ser substituïda el 1833, amb la implantació de les províncies.